# Piktogram
Piktogram (lat. pictus – slikan, naslikan) u najranijem obliku pisma je slika predmeta kao simbol pojma ili riječi. Čita se, tj. razumijeva doslovno, jer je to uvijek jednostavan slikovni znak.

## Povijest piktograma
Mnogi teoretičari komunikologije piktogram smatraju prvim oblikom pisma, odnosno pismom u slikama. Danas jedno slovo označava jedan glas, dok u piktografiji piktogram označava cijelu rečenicu, događaj ili radnju. Komunikacija piktogramima počela je još u starijem kamenom dobu, kada su ljudi na špiljske zidove počeli slikati prizore iz lova, životinje, te druge ljude.
Kao jedno razdoblje u razvoju pisma, piktogram se kao vrsta izdvojio i razvio, postajući jedinstveno sredstvo komunikacije prelazeći sve jezične prepreke. Među prvim takvim pismima je klinasto pismo. Često se među piktograme svrstavaju i hijeroglifi, no oni spadaju u ideograme, isto kao i kinesko pismo. Od svojih je ranih početaka piktogram s vremenom bivao sve jednostavniji i uočljiviji.

## Suvremeni piktogrami
Danas su piktogrami u svakodnevnoj primjeni. Upotrebljavaju se kao prometni znakovi, postoje piktogrami upozorenja, te na mnogim informativnim pločama i naljepnicama koje poručuju neku radnju. Umjesto dugih rečenica, piktogrami su uočljiviji i brži za shvaćanje, te ih razumiju ljudi sa svih govornih područja.
- Znak zabrane prometa za ručna kolica
- Kemijski piktogram upozorenja da je proizvod nagrizajuć
- Piktogram koji prikazuje darivanje krvi
- Sportski piktogram za rukomet
- Prometni znak na kojem piktogrami označuju benzinsku postaju i kafić umjesto riječi

## Vanjske poveznice

### Sestrinski projekti
|  | Zajednički poslužitelj ima još gradiva o temi Piktogrami |

### Mrežna sjedišta
- European Chemicals Agency: CLP piktogrami  Arhivirana inačica izvorne stranice od 6. rujna 2015. (Wayback Machine) (hrv.) (engl.)